# 哱拜
哱拜（1526年—1592年），明朝蒙古人，萬曆二十年（1592年）反明，明朝平定哱拜的战争就是萬曆三大征的寧夏之役。
嘉靖年間，哱拜得罪部落台吉，父兄被杀。本人藏在水草中得免，投降明朝宁夏守备郑印，骁勇屡立战功。历任守备、游击、参将，后升宁夏卫都指揮使。暗中蓄養亡命之徒为“苍头军”，后达三千余名。万历十七年（1589年），宁夏总兵标兵参将哱拜以副总兵致仕，其子哱承恩袭为指挥使。万历十九年（1591年），青海蒙古火落赤、三温台吉等侵扰明境，顺义王撦力克派鞑靼鄂尔多斯部西犯临洮、河州，哱拜向经略使郑洛自请父子率家兵出征甘肃。寧夏巡撫馨素知哱拜骄横，未给他分拨军马。回军时，党馨因哱承恩强娶民女为妾，鞭责他二十军棍。党馨因拖欠粮饷、冬衣，催逼军兵上交屯田赋税，被宁夏军士怨恨。萬曆二十年（1592年）二月，哱拜與军锋劉東暘闯入帅府、军门，擒殺党馨及陝西副使石继芳，焚毁公署，收符印，拘禁明朝庆府宗理朱伸𩀈。逼迫总兵官张惟忠奏报党馨“扣饷激变”，张惟忠随即自缢而死。刘东旸自称总兵，以哱拜为谋主，任命哱承恩、许朝为左右副总兵，土文秀、哱拜义子哱云为左右参将。攻陷中卫、广武营、玉泉营、灵州，連陷河西四十七堡。招引鄂尔多斯部著力兔歹成台吉、庄秃赖和济农博硕克图（卜失兔）等入援。哱拜亲至著力兔账中筹划、调拔。哱拜据寧夏，自称“哱王子”。只有宁夏参将萧如薰坚守平虏城不投降。
三月初四，陝甘總督魏學曾恢復河西四十七堡，唯寧夏鎮遲不能復。明廷调集宣府、大同、山西、辽东诸镇边兵及浙兵、湖广苗兵，調副將麻貴馳援，又調李如松為寧夏總兵等進行圍剿。兵部尚書石星計劃以黃河之水灌淹寧夏城，魏學曾力主招安。明神宗將他革職查辦，以葉夢熊取代魏學曾。八月，官军放水淹城，著力兔部被击退，城中缺粮，叛军人人自危。九月，叛军中明军反间计，劉東暘殺土文秀。哱承恩离间许朝和刘东旸，两人被杀。哱承恩将责任推给土文秀、许朝、刘东旸三人。九月十七，明军乘虚而入，哱承恩从南门突围，被官军杨文登生擒。李如松、李如樟攻入哱拜宅第，哱拜见大势已去，焚烧宅第，自缢而死。哱承恩等人在西安处死，枭示九边。至此寧夏平定。